# Selva (kommun)
Selva är en kommun i Spanien.  Den ligger i den autonoma regionen Balearerna i östra delen av landet. Antalet invånare är 4 294 (2024). Arean är 48,75 kvadratkilometer. Selva ligger på ön Mallorca. Selva gränsar till Escorca, Campanet, Búger, Inca, Lloseta och Mancor de la Vall. 